# Viasat Explore
 (транскр.  Вајасат експлор) претплатнички je телевизијски канал у власништву скандинавске медијске компаније Allente. Канал се фокусира на пецање, авантуру, мушкарце на послу и инжењеринг. Viasat Explore је 24-часовни канал који емитује програм у средњој и источној Европи, Русији и Заједници независних држава.
Са седиштем у Лондону, канал је почео да се емитује у скандинавским земљама и након неколико година проширио се на многа источноевропска тржишта и балтичке земље са титловима.

## Историја
Услуга је покренута у јануару 2002. као Viasat Explorer у Шведској, Данској, Норвешкој и Финској. Дана 1. новембра 2003. проширио се на Украјину, Русију, Казахстан, Естонију, Летонију, Литванију, Молдавију, Белорусију, Мађарску, Пољску, Румунију и Бугарску. Године 2006. сви српски кабловски оператори су почели са емитовањем канала.
Viasat Explore ко−продуцира и набавља садржај од међународних дистрибутера и продуцентских кућа.
Од 2012. године, Viasat Explore заједно са сестринским каналима Viasat History и Viasat Nature се емитују у ХД формату заједно са СД фидом на Viasat сателитској платформи. Канал је ребрендиран у Viasat Explore 29. априла 2014. године, добијајући нови пакет идентитета и логотип и избацивши слово „X” са свог логотипа у главни „Е”.
Неке од емисија које се приказују су Речна чудовишта, Аустралијски ловци на јастоге, Аустралијски ловци на злато, Сређивање старих аутомобила, Помоћ на путу, Највеће градитељске грешке, Грађење дивова, Гаража: Последња станица, Зелена грозница, Камионџије из удаљених територија и многе друге.